# 諾卡蒂 (佛羅里達州德索托縣)
諾卡蒂（英語：Nocatee）是位於美國佛羅里達州德索托縣的一個非建制地區。該地的面積和人口皆未知。

## 地理
諾卡蒂的座標為27°09′54″N 81°53′01″W / 27.16500°N 81.88361°W，而該地的平均海拔高度為10米（即33英尺）。